# 小机駅

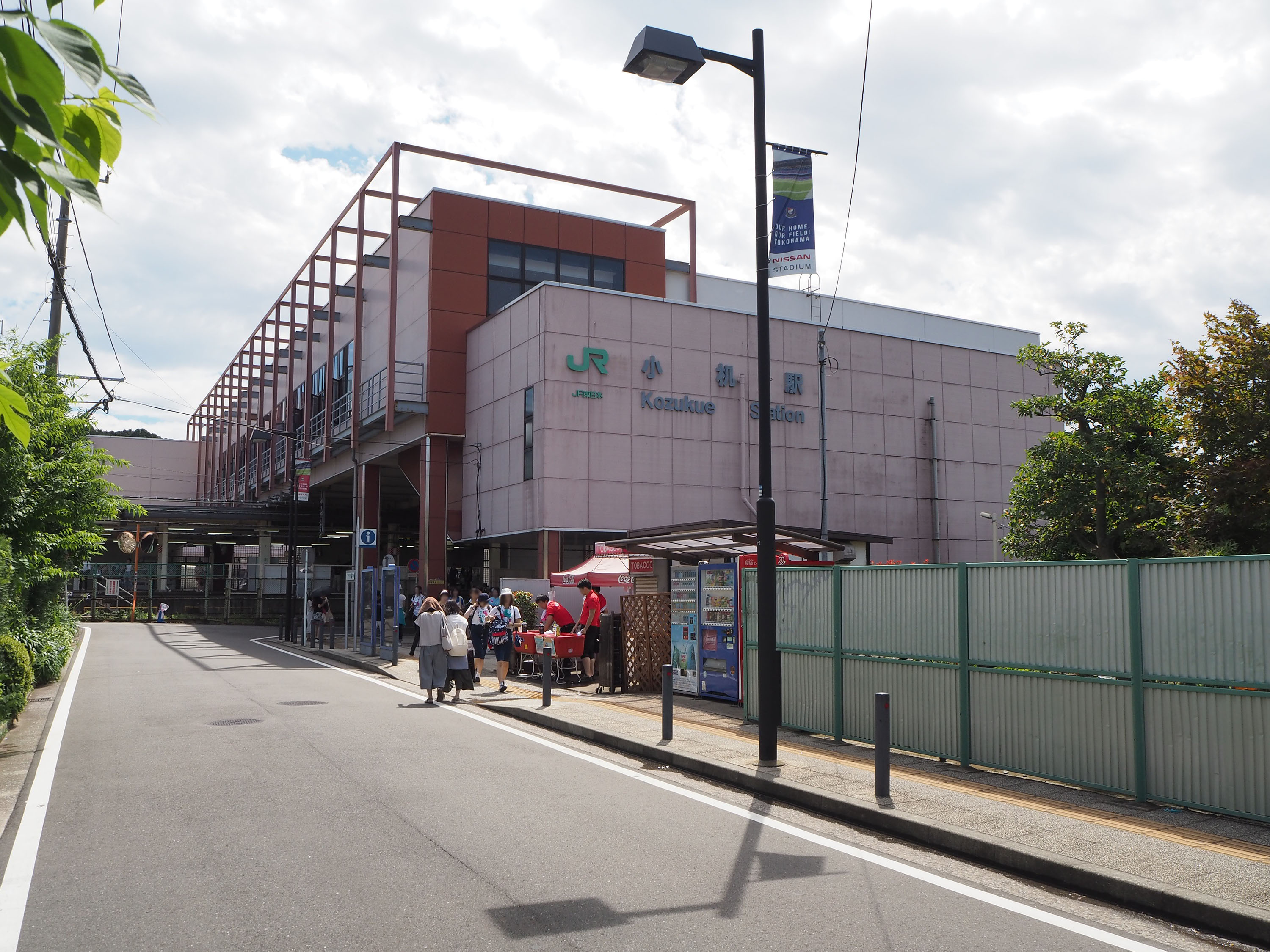
北口（2015年7月）

小机駅（こづくええき）は、神奈川県横浜市港北区小机町にある、東日本旅客鉄道（JR東日本）横浜線の駅。駅番号はJH 17。横浜国際総合競技場（日産スタジアム）の最寄駅であることから「日産スタジアム最寄駅」の副駅名がある。

## 歴史
開業当初、当駅の周辺には田畑が広がるのみで、人家はわずか2・3戸しかなかったという。しかしながら大正時代の末期にようやく当駅附近の開発が始まり、やがて当駅の周辺に家々が立ち並ぶようになった。これによりそれまでは小机城の麓の堀崎にあった小机の中心部も、当駅の近くに移ってきた。

### 年表
- 1908年（明治41年）9月23日：横濱鐵道（東神奈川駅 - 八王子駅）の開通時に開業[1]。
- 1910年（明治43年）4月1日：鉄道院が借り上げ[1]、八濱線となる。
- 1917年（大正6年）10月1日：国有化され、鉄道院横濱線の駅となる。
- 1923年（大正12年）9月1日：関東大震災で駅舎が倒壊する。その後、大正末期に駅舎が再建される。[いつ?]
- 1949年（昭和24年）：日本国有鉄道発足。国鉄横浜線の駅となる。
- 1968年（昭和43年）2月4日：新横浜駅 - 当駅間複線化。
- 1972年（昭和47年）3月5日：貨物取扱が廃止[1]。
- 1978年（昭和53年）10月2日：当駅 - 中山駅間複線化。
- 1984年（昭和59年）2月1日：荷物扱い廃止[1]。
- 1987年（昭和62年）4月1日：国鉄分割民営化に伴い、東日本旅客鉄道（JR東日本）の駅となる[1]。
- 1994年（平成6年）9月1日：自動改札機を設置し、供用開始[3]。
- 1998年（平成10年）10月18日：橋上駅舎が完成[新聞 1]。
- 2001年（平成13年）11月18日：ICカード「Suica」の利用が可能となる。
- 2008年（平成20年）9月23日：横浜線開業100周年記念イベント開催。車両展示などが行われた。
- 2014年（平成26年）2月2日：横浜線新型車両E233系6000番台導入に先駆け、車両展示会が開催された。
- 2016年（平成28年）1月23日：発車メロディを横浜F・マリノスサポーターズソング「We are F・Marinos」に変更[新聞 2]。各番線で異なるアレンジが使われる[報道 2]。
- 2019年（平成31年）1月31日：みどりの窓口の営業を終了[4][5]。
- 2023年（令和5年）9月19日：1・3番線ホームでスマートホームドアの使用を開始[報道 3]。
- 2025年（令和7年）度：2番線ホームでスマートホームドアの使用を開始（予定）[報道 4]。

## 駅構造
単式ホーム1面1線と島式ホーム1面2線、計2面3線のホームを有する地上駅で、ホームの上空から南口にかけて橋上駅舎が設けられている。かつては木造平屋建ての駅舎を使用していた。これは1923年（大正12年）9月1日の関東大震災で倒壊した駅舎の代わりとして1925年（大正14年）2月19日に建てられたもので、1番線のある単式ホームの脇、南口に当たる場所に設けられていた。当時単式ホームから島式ホームへは、ホームの東神奈川方にある1本の跨線橋で結ばれていた。また、駅の北から当駅の構内に行くには、駅から離れた踏切を渡らなければならなかった。跨線橋にエスカレーターなどはなく階段のみであったが、駅の南側と単式ホームの間には段差がなかった。1998年（平成10年）10月から橋上駅舎の使用が開始されたため、この木造駅舎および跨線橋は撤去された。
南側から見て南口、1番線（単式ホーム）、2・3番線（島式ホーム）、北口の順に並んでおり、北口は駅舎から跨線橋が延びる。
かつては貨物列車の取扱駅だったこともあり、現在でも貨物側線などが現役のまま残されている。3番線と北口の間に存在する側線（電留線1・2）と引上線は、営業運転に使用される電車の留置（夜間停泊）などに使用するほか、母屋（1番線）側八王子寄りに残る旧貨物ホーム付近は保線車両の留置に使われることがある。
直営駅（駅長配置）で、管理駅として新横浜駅を管理している。お客さまサポートコールシステムが導入されており、早朝は遠隔対応のため改札係員は不在となる。JRの特定都区市内制度における「横浜市内」の駅である。

### のりば
南口側を1番線として、以下の通りになっている。
| 番線 | 路線   | 方向 | 行先                       | 備考                                                                          |
| ---- | ------ | ---- | -------------------------- | ----------------------------------------------------------------------------- |
| 1    | 横浜線 | 下り | 町田・橋本・八王子方面     | 当駅始発は2番線                                                               |
| 2・3 | 横浜線 | 上り | 新横浜・東神奈川・大船方面 | 東神奈川駅から 京浜東北・根岸線へ直通 2番線は原則として臨時の当駅始発列車のみ |

（出典：JR東日本:駅構内図）
なお、上り列車は昼間時は桜木町駅までの運転である。
2番線は上りの東神奈川方面で案内されているが、八王子方面への発車も可能である。実際のダイヤでは下り八王子方面の始発が運行され、案内されている上りは臨時のみで通常ダイヤでは使用されていない。臨時列車は横浜国際総合競技場でのFIFA（国際サッカー連盟）主催サッカー国際試合やコンサートといった大規模イベントなどの際に東神奈川方面の始発として使用される。この他通過待ちなどの待避線としても使用できるが2023年現在は使用されておらず、回送の引上線・電留線への出入庫に使用するほか、時折団体列車の時間調整などに使用される。
| 運転番線 | 営業番線 | ホーム | 東神奈川方面着発 | 町田・八王子方面着発 | 備考     |
| -------- | -------- | ------ | ---------------- | -------------------- | -------- |
| 1        | 1        | 8両分  | 到着可           | 出発可               | 下り本線 |
| 2        | 2        | 8両分  | 到着・出発可     | 到着・出発可         | 中線     |
| 3        | 3        | 8両分  | 出発可           | 到着可               | 上り本線 |

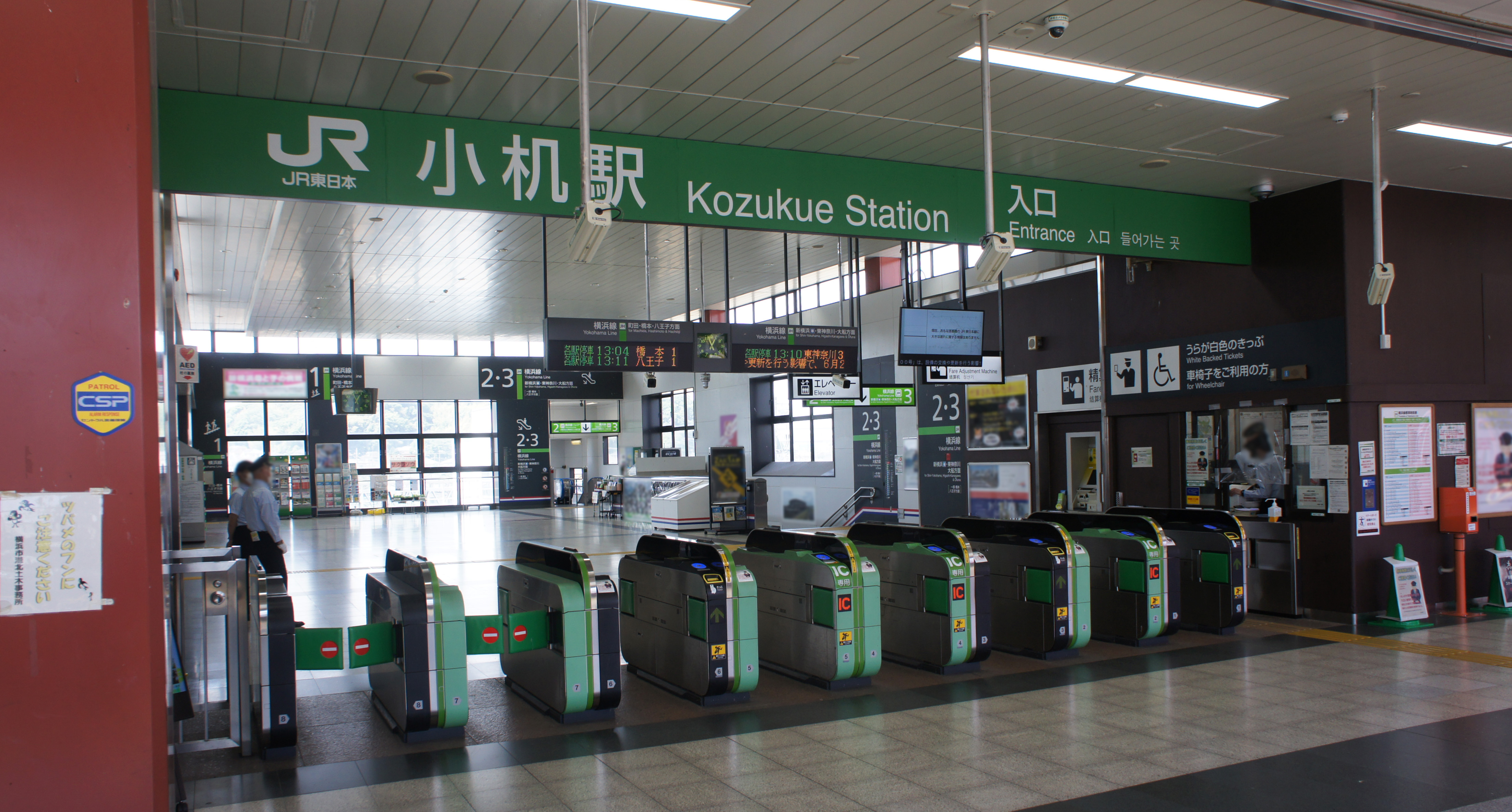
改札口（2021年5月）
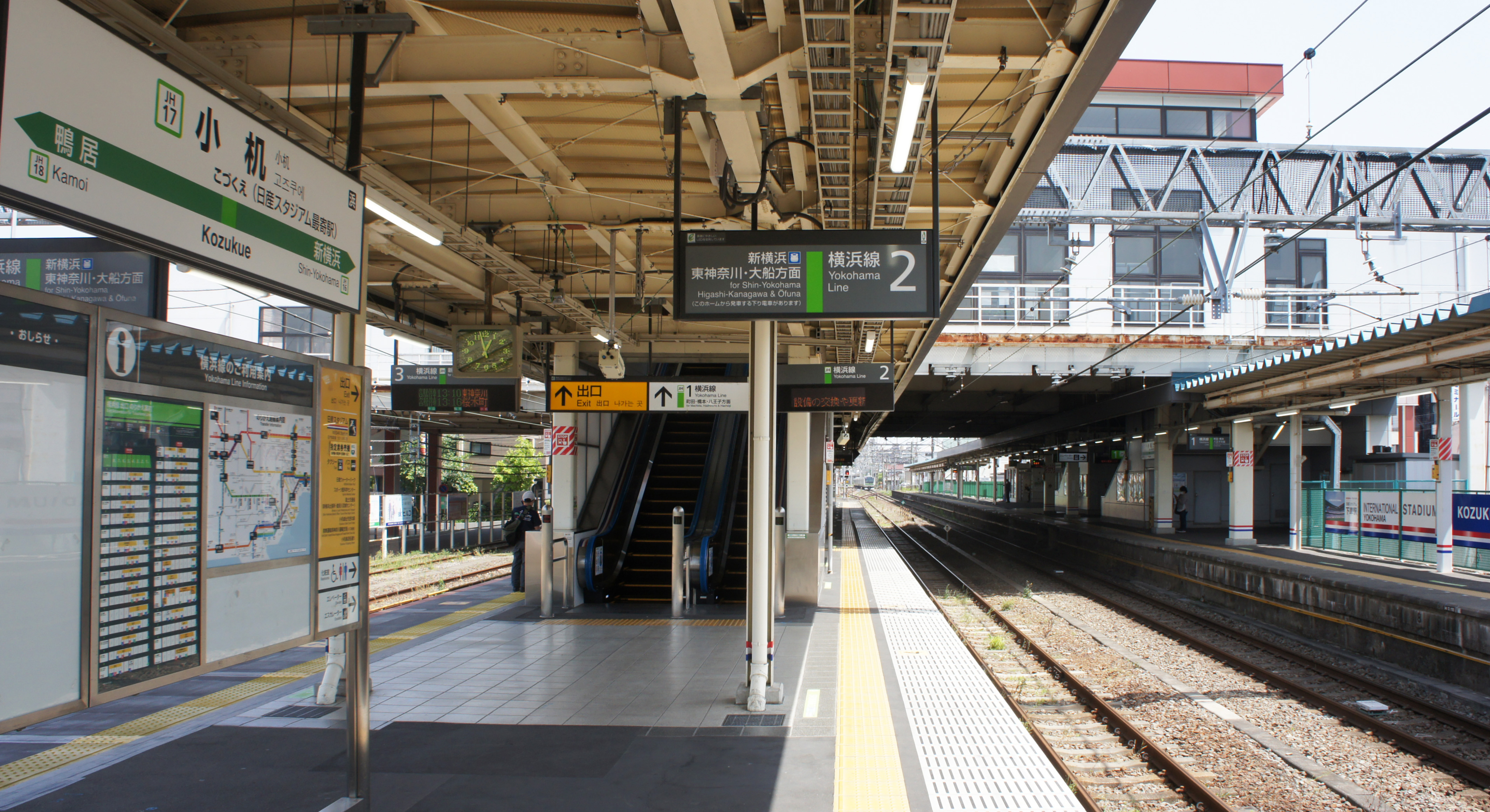
ホーム（2021年5月）

### 駅構内
- 売店等
  - NewDays KIOSK 小机駅改札外店 - 改札外。改札を出て右手すぐ。
    - 通常は平日午前6時20分から午前10時40分までの営業だが[6]、横浜国際総合競技場で大規模イベントが開催される際には、改札外コンコース正面に臨時売店が設けられる。
- 各ホームの階段部から見て東神奈川よりにエレベーターが設置されている。
- 駅舎からホームへは2本ずつ通路が延びておりうち1本ずつが階段、もう1本ずつがエスカレーターである。
  - 単式ホームと島式ホーム外れて（進行方向手前側に）設置されているため、階段・エスカレーターの向きもそれに応じている。
- 改札外は南口・北口ともにエレベーターがある。
- ホーム上には、待合室が設置され1番線ホームは、東神奈川寄り階段付近、2・3番線ホームは、八王子寄りエスカレーター付近にそれぞれ冷暖房・列車接近および発車放送が設置されている。
- 発車メロディは上下線とも「We are F・Marinos」が使用されている。

## 利用状況
2023年度（令和5年度）の1日平均乗車人員は9,034人である。横浜線内では片倉駅に次いで2番目に少ない（20駅中19位）。
1991年度（平成3年度）以降の推移は下記の通り。
| 年度               | 1日平均 乗車人員 | 出典       |
| ------------------ | ---------------- | ---------- |
| 1991年（平成03年） | 8,205            |            |
| 1992年（平成04年） | 8,127            |            |
| 1993年（平成05年） | 7,772            |            |
| 1994年（平成06年） | 7,897            |            |
| 1995年（平成07年） | 8,051            | [ 統計 2 ] |
| 1996年（平成08年） | 8,137            |            |
| 1997年（平成09年） | 8,243            |            |
| 1998年（平成10年） | 8,554            | [ * 1 ]    |
| 1999年（平成11年） | 8,605            | [ * 2 ]    |
| 2000年（平成12年） | 8,537            | [ * 2 ]    |
| 2001年（平成13年） | 8,733            | [ * 3 ]    |
| 2002年（平成14年） | 8,867            | [ * 4 ]    |
| 2003年（平成15年） | 9,232            | [ * 5 ]    |
| 2004年（平成16年） | 9,198            | [ * 6 ]    |
| 2005年（平成17年） | 9,451            | [ * 7 ]    |
| 2006年（平成18年） | 9,499            | [ * 8 ]    |
| 2007年（平成19年） | 10,069           | [ * 9 ]    |
| 2008年（平成20年） | 10,199           | [ * 10 ]   |
| 2009年（平成21年） | 9,661            | [ * 11 ]   |
| 2010年（平成22年） | 9,764            | [ * 12 ]   |
| 2011年（平成23年） | 9,592            | [ * 13 ]   |
| 2012年（平成24年） | 9,715            | [ * 14 ]   |
| 2013年（平成25年） | 10,253           | [ * 15 ]   |
| 2014年（平成26年） | 9,850            | [ * 16 ]   |
| 2015年（平成27年） | 10,336           | [ * 17 ]   |
| 2016年（平成28年） | 10,452           | [ * 18 ]   |
| 2017年（平成29年） | 10,087           | [ * 19 ]   |
| 2018年（平成30年） | 10,388           |            |
| 2019年（令和元年） | 10,345           |            |
| 2020年（令和02年） | 7,773            |            |
| 2021年（令和03年） | 8,174            |            |
| 2022年（令和04年） | 8,927            |            |
| 2023年（令和05年） | 9,034            |            |

### 備考
1. ↑  同年3月、横浜国際総合競技場が開場

## 駅周辺

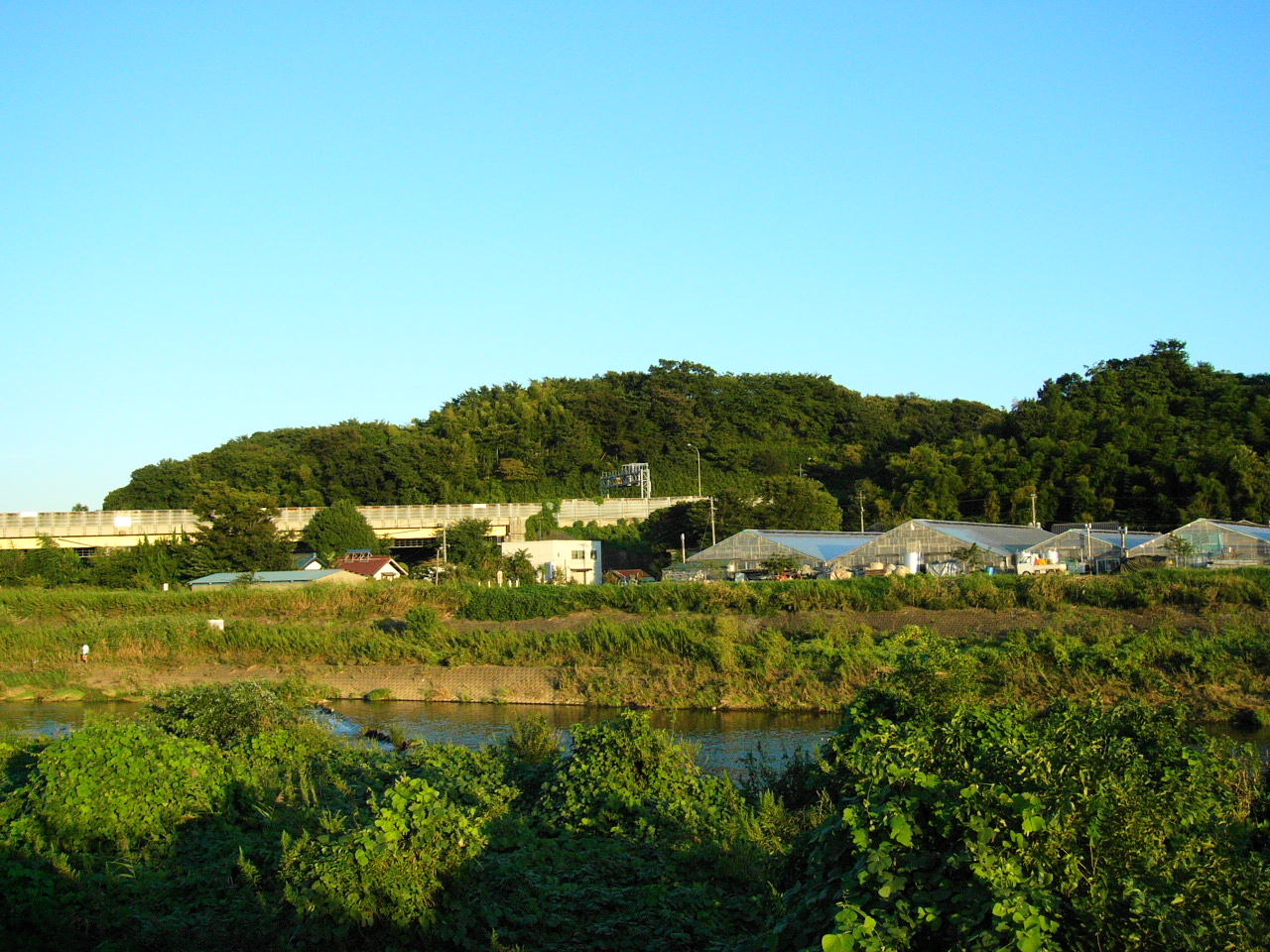
小机城趾市民の森

駅の西側にある城山トンネルの上に、この辺りを治めていた小机城の跡があり、「小机城址市民の森」として整備されている。
日産スタジアム・日産フィールド小机のある新横浜公園方面へ続く北口は住宅街であり、商業施設は皆無である。南口の横浜上麻生道路には昔ながらの商店街とコンビニエンスストアが存在する。飲食店は少ない。郵便局などもある。

## バス路線
1・2番のりばは横浜上麻生線上に、B乗り場は駅前ロータリー内にあり、以下の路線バスが運行されている。なお、横浜市営バス・東急バス・相鉄バス全てで公式サイト上ののりば番号が異なっているが、ここでは横浜市営バスに合わせる。
| のりば | 運行事業者   | 系統・行先              |
| ------ | ------------ | ----------------------- |
| 1      | 横浜市営バス | 39：横浜駅西口          |
| 1      | 東急バス     | 市03：新横浜駅          |
| 1      | 相鉄バス     | 浜1：新横浜駅           |
| 2      | 横浜市営バス | 39：緑車庫前 / 中山駅前 |
| 2      | 東急バス     | 市03：市が尾駅 / 貝の坂 |
| B      | 相鉄バス     | 浜1：横浜駅西口         |

## その他
歴史の項に記述された通り、1968年の新横浜駅 - 当駅間の複線化により、当駅を境に単線区間（原町田方面）と複線区間（東神奈川方面）に分かれ、運転可能な列車の本数が異なっていたことから、当駅 - 東神奈川駅・根岸線間のみ運転の区間列車が多数設定されていた。10年後となる1978年の当駅 - 中山駅間複線化により当駅発着列車は大きく減少し、分割民営化までに当駅止まりの定期列車はなくなったものの（前述の通り当駅始発や臨時列車は存在する）、その名残で横浜線および京浜東北線で走行した103系・205系・209系・E233系電車の行先方向幕には、「小机」および「快速小机」が登録されている。
隣の鴨居駅との間の距離は3.1 kmで、1997年4月に八王子みなみ野駅が開業してからは、横浜線の中で最も長い区間となった。

## 隣の駅
東日本旅客鉄道（JR東日本）
 横浜線
■快速
通過（下記のようにイベント開催時には臨時停車する場合がある）
■各駅停車
新横浜駅 (JH 16) - 小机駅 (JH 17) - 鴨居駅 (JH 18)
- 日産スタジアム（横浜国際総合競技場）でJリーグ・横浜F・マリノスの公式戦や、FIFA（国際サッカー連盟）主催の国際試合、大規模コンサートなどのイベント開催時には快速が臨時停車するほか、試合・イベント終了時間に合わせて当駅始発の東神奈川方面行き臨時列車が運行されることがある。

### 記事本文